# Njegoševo (Šamac)
Ne doit pas être confondu avec Njegoševo.
Njegoševo (en serbe cyrillique : Његошево) est un village de Bosnie-Herzégovine. Il est situé dans la municipalité de Šamac et dans la république serbe de Bosnie. Selon les premiers résultats du recensement bosnien de 2013, il ne compte aucun habitant.